# Ignacio Gil de Pareja Vicent
Ignacio Gil de Pareja Vicent (València, 9 de setembre de 1995), més conegut com a Nacho Gil, és un futbolista valencià que juga com migcampista al New England Revolution. És germà del també futbolista Carles Gil.

## Trajectòria
Va entrar amb set anys a formar part de l'acadèmia del València CF. En la seua etapa de juvenils va ser distingit amb el reconeixement al millor futbolista del Torneig Internacional de Dubai en el seu primer any com a juvenil i fins i tot el xeic, maravillat per les seues condicions tècniques, li va demanar en un sopar que abandonara el València i es quedara en la seua acadèmia. Més tard, es consolidaria en les files del València Mestalla en Segona Divisió B.
Durant la temporada 2016-17 va ser una de les sensacions en les files del València Mestalla després d'anotar set dianes i convertir-se en una peça clau per a Curro Torres, amb el qual va estar a punt de pujar a Segona Divisió després de jugar el play off d'ascens. Nacho va debutar esta mateixa temporada amb el primer equip enfront de l'Alavés i CD Leganés.
El maig de 2017 va renovar el seu contracte amb el club valencianista fins a 2020. El gener de 2018 va ser cedit a la UD Las Palmas fins a final de temporada. El 10 de setembre va marxar cedit a l'Elx CF de la Segona Divisió.
Gil va acabar el contracte amb el València el 19 de juliol de 2019, i llavors va signar per la SD Ponferradina poques hores després.